# Brajkovac
Brajkovac es un pueblo ubicado en la municipalidad de Lazarevac, en el distrito de Belgrado, Serbia.

## Superficie
Posee una superficie de 25,15 kilómetros cuadrados.

## Demografía
Hasta 2011 la población era de 929 habitantes, con una densidad de población de 36,94 habitantes por kilómetro cuadrado.